# Mobage
Mobage（モバゲー）は、株式会社ディー・エヌ・エー（DeNA）が運営する携帯電話向けのポータルサイト兼ソーシャル・ネットワーキング・サービス（SNS）。PC向けには「Yahoo!モバゲー」がある。 
2011年3月28日に、それまでの「モバゲータウン」からサービス名称を変更した。

## 歴史
- 2006年
  - 2月7日 - 「モバゲータウン」サービス開始
  - 7月12日 - 会員数が100万人を突破
  - 12月18日 - プレミアムアバター販売開始
- 2007年
  - 5月11日 - 会員数が500万人を突破[1]
  - 2月20日 - 18歳未満のユーザの利用制限を設定
- 2008年
  - 4月9日 - 会員数が1000万人を突破[2]
  - 4月末 - アイテム課金制のゲームコンテンツの配信を開始
  - 7月下旬 - PC版のサービスを本格的に開始
- 2009年
  - 1月下旬 - アバター、日記、ミニメールなどを提供するcomm.mbga.jpのフィルタリングを順次解除
  - 5月頃? - ブクマ及びリンク機能開始
  - 7月23日頃? - サークルアンケート機能開始。
  - 9月頃? - サークル主催者の交代及び委託ができるようになる。モーションアバター配信開始?
- 2010年
  - 1月27日 - モバゲーAPIによるパートナー企業の提供ゲームを公開開始[3]。
  - 2月初旬 - サークルの木廃止。同時にサークルの森開始。
  - 4月 - プレミアムクローゼット販売開始
  - 9月21日 - PC版モバゲータウンサービスが終了し、Yahoo! JAPANのサイトで「Yahoo!モバゲー」として運営し、同日よりβ版として開設。
  - 10月7日 - 「Yahoo!モバゲー」を正式オープン。
  - 12月15日 - iOS・Android搭載のスマートフォンを対象にした「モバゲータウン for Smartphone」サービス開始。[4]
- 2011年
  - 3月28日 - サービス名称をMobageに変更。[5]
  - 8月25日 - 大規模障害が発生[6]
  - 11月21日 - 公正取引委員会による独占禁止法違反に伴う排除命令を受け[7]、GREEとKDDI2社から10億5000万円の損害賠償請求され東京地方裁判所に提訴された[8]。
- 2020年
  - 12月15日 - フィーチャーフォン対象のケータイ版モバゲーがサービス終了。

## 概要
携帯電話会社による公式サイトではなく、いわゆる勝手サイトである。
2006年2月7日に始まったサービスだが半年後の8月には会員数140万人、月間ページビュー31億PVを突破した。11月の時点で200万人を突破した。2007年3月10日に会員数は400万人を突破し、同月4日には、一日あたりのページビューが3億ビューを超える。2010年2月現在で会員数1725万、月間ページビュー517億PV。会員数の多くは若年層であるが、20代以上の会員が増加している。2008年11月の時点で10代が36%、20代が41%で、30歳以上は23%である。
PCを凌ぐトラフィックがある携帯電話向け端末での急成長を果たした。また、2007年に入りテレビCMを開始。当時のテレビCMには「モバゆび」と呼ばれるキャラクターが使用されていた。
2008年から携帯電話向けのゲームやSNSの提供サイトとしてのテレビCMと同時に、携帯向けポータルサイトとしての宣伝を開始。かつてNTTドコモのイメージキャラクターだった広末涼子をCMに起用している。
にしおかすみこ、南明奈、スザンヌ、亀梨和也などの有名人もアカウントを開設している。ただし、有名人とのメールのやりとりはできず、日記の公開がメインである。
当初は携帯電話端末専用で、パソコン、PHS端末からのアクセスは一切出来なかった。2008年7月2日以降、全会員を対象にパソコンやiPhone・W-ZERO3シリーズ等スマートフォンへの対応のためのPC版のクローズドβをリリースした。ただしこの時点ではパソコンやスマートフォンからの登録は非対応だった。7月24日からは全会員対象のオープンβに移行した。その後PC向けサービスは「Yahoo!モバゲー」、スマートフォン向けサービスは「Mobage for Smartphone」に移行している。「Yahoo!モバゲー」ではYahoo! JAPAN ID(携帯電話メールアドレスを登録しない場合にはクレジットカード番号も必要)、「Mobage for Smartphone」ではSMSを利用した認証URL送付もしくは音声回線でのパスワード入力を個人情報の確認手段としている。

## システム
サイトとしてはmixiに似ているが、決定的な違いは、開設当初は携帯電話向けのサービスだったため「Yahoo! モバゲー」開始までは基本的にパソコン版もレイアウトを拡張させることなく携帯電話版のものをそのまま流用していたことであった。またメールアドレスや電話番号の交換は不可とされていて単なる出会い系サイトとの差別化を図っている。
対戦型やミニゲームなどの無料ゲーム、ユーザー全員が着せ替え可能なアバターなどを提供している。mixiのメッセージ機能に相当するミニメールがある。ミニメールを着信すると、携帯電話宛にメールが送信されるよう設定することもできる。また、日記やその日記へのコメント欄があり、別に各ユーザーに掲示板（伝言板）も与えられている。
尚、技術力の低さから、各コンテンツに於ける不具合の発生は常態化している。

## 仮想通貨
Mobage内で使用できる仮想通貨に「モバゴールド」（モバG）があり、アバターを着せ替えるときのアクセサリーやアイテムなどをこの通貨で購入できる。自らの紹介で他人を登録させた場合（おまけあり）や、スポンサーサイトに登録した場合に多額のモバGが付与され、サイト内にある広告をクリックしても（１クリックで２G）付与される。また運営会社であるDeNAは2006年12月18日からモバG付きの「プレミアムアバター」を現金で販売しており、現金からの交換性を持たない完全な仮想通貨ではなくなった（ただし、現金への交換は現在も不可能）。購入は電子マネーの「WebMoney」とクレジットカード及びキャリア課金が使用できる（2007年11月27日現在）。また、全てのゲームで使用できる「モバコイン」という別の通貨も登場した。

## コンテンツ

### ゲーム
様々なFlashゲームが無料で楽しめ、ランキング機能もついている。ワンボタンゲームが多く占めており、裏技が存在することもある(プロレベルに達するには裏技を駆使する必要もある)。Flashゲームの性質上、運の要素が強いゲームが多い。また、著名人がプロデュースしたゲームも存在する。現在ではアプリタイプのゲームやオンラインゲームも公開されている。
「もじぴったん」や「レイトン教授」などのゲームが期間限定で配信されることもある。
DXゲーム
下記参照

### アバター
プロフィールにおけるアバターを設定できる。モバゴールドで購入できるほか、次の手段や、企画などで特別なアバター用アイテムが手に入る。
合成マシン 終了
NEOと改がある。2つのアイテムを合成して新しいアイテムを手に入れる。ショップで売っているものもあるが、中には非売品がある。1回合成するのに100G必要。
モバガチャ
いわゆるガシャポンのようなもので、普通のモバガチャと神ガチャ、ミニガチャがある。ランダムにアイテムが手に入る。特定もしくは全てのアイテムを集めるとボーナスアイテムが手に入る。定期的にテーマが変わる。変わっても過去一ヶ月のモバガチャはできる。モバガチャは1回200G、神ガチャは500G、ミニガチャは150G必要。テーマごとに、最初の1回は無料(だが、神ガチャのみ初回無料ではない)。
とことこポン 終了
こちらもランダムにアイテムが手に入るが、こちらのほうが初心者向けである。全て集めるとボーナスアイテムが手に入る。定期的にテーマが変わる。1回100G必要。テーマごとに、最初の1回は無料。
モーションアバター
従来アバターとの大きな違いは、アバターがダイナミックに動けるようになった点である。動きは『モーション』というアイテム扱いで、アイテムを身に付けるのと同様に動きを選択できる。他にもアイテムの区分けに変更があるなどの違いがみられる。上記のアバターと自由に切り替え可能だが、アイテムは共通でないので注意。モーションアバター関連には次のようなコンテンツがある。
モーションガチャ
従来のアバターで言うモバガチャである。アイテムの中には、身につけるだけでオリジナルな動きをとるようになるものもある。1回200G必要。定期的にテーマが代わり、最初の1回目は無料。
モーションアバターチェンジャー
従来のアバター用アイテム2つをモーションアバター用アイテム1つに変えられる。1回150G必要。これも定期的にテーマが代わり、最初の1回目は無料。
モーションアバターゲーム
自分のモーションアバターが参加できるゲーム。得点に応じ、限定モーションがもらえる。
モバの実探検団 ※モバの実は現在見つけることができません。
モバの実を見つけて食べると、新しいモーションが手に入る。入手できるモーションは頻繁に入れ替わる。既に入手しているものは他人にあげることも可能。
当初からとられていた「探し出して入手する」という無料の方法と、ショップやモバガチャでの有料の方法で入手可能。
スタイル
プロフィールにおいて、アバター(もしくはモーションアバター)以外の部分のデザインや背景色、文字色を変えるためのコンテンツ。
月に一種類無料配信されるものもある。
マイルーム
自分のアバター(もしくはモーションアバター)と家具が配置できる。他人の部屋へ行ったり、他人を招待したりすることが可能。家具はモバGで購入できる。最初から500G分家具購入券が与えられている。
マイルームは自分も含めて最大10人まで入室できる。11人目が入室した場合、自分以外で最初に入室した人が自動的に退室される。

### チャット
イベントチャット
リアルタイムに集まったユーザ同士でチャットを楽しむ時間限定のチャットルーム

### 日記
サイトにて日記の投稿が出来る。また、メールからの投稿も可能になり、デコレーションメールから投稿すると、いわゆる「デコメ」が表示されるようになった。

### 伝言板
Mobageの個人のプロフィールごとに設置されている伝言板。
主に公開されても問題の無い会話や、ミニメールが送信できない（健全化への取組を参照）ユーザーとのコミュニケーションツールとしても使用されている。
書き込み、および削除はユーザーなら誰でも（本人も含む）出来る。

### ミニメール
主に公開されたくない会話やコミュニケーションに使用される。
ただし、ミニメールを送信出来ない（健全化への取組を参照）場合もある。
黒猫サタン
基本的にミニメールと同じだが、送信相手を個人に特定する事が出来ない。
小説やサークルの宣伝、誰にも言えない悩み、独り言など目的は様々である。サタンという黒猫がミニメールを運ぶ、という設定となっている。
不快なメールが届くことを防ぐ為に、特定のジャンルのメールのみを受信するシステムが後から追加された。こちらはケルベロスという野良犬がミニメールを運ぶ、という設定となっている。

### サークル
サークルの存在はSNSの大前提であるが、ゲームサークルごとに『サークルの森』というコンテンツがある。育成することにより『木の実』を収穫できる。これは様々な種類があるが、全て集めると、サークル参加者全員に限定アバターが進呈される。『サークルの森』はガラケーのみの機能である スマホでは利用できない

### 質問広場
恋愛関係の悩みから面白い質問まで幅広く質問できる。質問は検索して参照出来るため、後に同じ内容で困った会員も検索して役立てる事が出来る。そのため、データベースとしても利用することが出来る。

### クリエイター
モバゲー内では、小説の掲載やレシピ、楽曲、イラストの投稿ができる。

#### 小説
Mobage参加者による投稿携帯小説コーナー。ジャンルは様々で、昔はMobage会員ならば執筆、公開は自由であったが、現在は別にE★エブリスタというサービスに登録することが必要条件となっている。小説大賞が開かれることもあり、それの結果によって小説が書籍化されることもある。公開作品の一部には「君のせい」のようにドラマ化したり、「王様ゲーム」のように映画化が決定されているものもある。
過激な内容の小説は通報された場合は強制非公開になるが、閲覧数が少なくめだたないものは公開され続けているものもあった。
しかし現在は、性描写などの過激な表現のある18歳以上対象の作品のために、当初はなかった18歳未満は閲覧不可能にする機能が追加された。
しかし18歳未満は閲覧不可にしても強制非公開にされる。
違反理由：成人向けの内容（性描写などアダルト色の強い文章やアダルト画像の掲載等）または、これらの違反を誘発する行為や、その他上記に該当する恐れがあるため。

## DXゲーム
2008年4月末より配信が開始された、アイテム課金制のゲームコンテンツである。課金には専用の通貨である「モバコイン」を使用する。
多くのゲームが他ゲーム会社と共同で開発・運営されている。

### コンテンツ一覧
オンラインゲーム
- RPG
  - ウルトラマンバトルコレクション
  - エルアーク
  - ガーディアンハーツオンライン
  - 仮面ライダーレジェンド
  - スーパー戦隊ヒーローズ
  - スーパーロボット大戦Card Chronicle
  - ナイトガンダムカードダス戦記
  - 風来のシレンMOBA
  - Master of Epic Hunter Age
  - 魔王大戦RUSH

- ボード・カードゲーム
  - エレメンタルモンスター
  - エレメンタルモンスター2
  - 雀龍神

- スポーツゲーム
  - 釣りゲータウン2
  - FIFAモバ

- 育成・シミュレーションゲーム
  - クーガグランプリ
  - ザ・コンビニ ネットバトル
  - デコデコおしゃれバトル
  - マイキャッスル
  - 恋する私の王子様
  - コロニーな生活♪peace
- パチンコ・スロット
  - モバ7

ダウンロード
- アドベンチャーゲーム
  - かまいたちの夜
  - 探偵 神宮寺三郎
  - theresia-テレジア-

### 配信終了タイトル
- エルヴァリエ〜奪われた魔石〜
- ロードクエスト
- お花犬
- 進撃の巨人

### 配信予定タイトル
（βテスト含む）
- デルタリンク
- モンスターファーム モバゲーEdition

## ソーシャルゲーム
DXゲームと同じく「モバコイン」を使って課金を受けられるゲームである。これらのゲームには公式のサークルが存在する。
- アイドルマスター SideM
- アイドルマスター シンデレラガールズ
- アクアスクエア
- 頭文字D
- おばけペット マカロン
- 海賊トレジャー
- 怪盗ロワイヤル
- ガンダムロワイヤル
- スペースデブリーズ
- 戦国ロワイヤル
- ドリームプロデューサー
- 農園ホッコリーナ
- ファイナルファンタジー ブリゲイド
- ポッピンシティ
- 恋してキャバ嬢gp
- ONE PIECE グランドコレクション

など

### サービス終了タイトル
- アタシのM
- 学校の星☆ -Unubore Spirits-
- 首都高バトル
- スパイウォーズ（SPYWARS）
- セトルリン
- チョロQバトルタウン
- 釣りゲータウン2
- テイルズオブキズナ
- 初音ミク ボカロ×ライブ
- ビストランテ
- ビストロワールド
- 姫奪!Dungeons Lord
- ファミスタ.熱闘
- ホシツク
- モンスタートラップ
- アイドルコレクション
- 夢幻戦紀ドラゴノア
- 私が店長アパレルショップ

など

## モバゲーAPI
OpenSocialをベースとした、モバゲーでサードパーティーがゲームを作成・公開することができるAPI。APIにはモバゲーのアバター画像の取得・利用、日記機能との連携、コミュニティ管理API、課金機能などが含まれる。2009年9月に概要が発表され、2010年1月より実際に同APIを使用したゲームの公開が始まった。
同APIを使って公開されている主なゲームには以下のものがある。
- サンシャイン牧場（Rekoo）
- まちつく!（ウノウ）
- 脳力大学 漢字テスト（ドリコム）
- 恋する私の王子様（ベクター）
- たまごっちのさかなつり（バンダイナムコゲームス）
- しろつく（ケイブ）
- やきゅとも!（ポケラボ）
- 愛されコーデ♪オシャレピア（イストピカ）

## テレビ・ラジオ番組とのタイアップゲーム
また、テレビ番組やラジオ番組を原作としたソーシャルゲームを配信している。
- テレビ
  - アニメ
    - 青の祓魔師 TheFlameCarnival（MBSテレビ）
    - 逆境無頼カイジ（日本テレビ）
    - けいおん!ミラクルセッション（TBSテレビ）
    - コードギアス反逆のルルーシュ（MBSテレビ）
    - トリコ爆食グルメバトル!（フジテレビ）
    - 鋼の錬金術師（MBSテレビ）
    - 魔法少女まどか☆マギカ Plus（MBSテレビ）
    - ワンピースグランドコレクション（フジテレビ）
    - クレヨンしんちゃん恋する47（テレビ朝日）
    - マギ 運命の迷宮（MBSテレビ）
    - アクエリオン大戦（テレビ東京）
    - アクエリオンEVOL -禁断合体コレクション-（テレビ東京）
    - ギルティクラウン（フジテレビ）
    - バカとテストと召喚獣（テレビ東京）
    - ハンター×ハンターバトルコレクション（日本テレビ）
    - 聖闘士星矢ギャラクシーカードバトル（テレビ朝日）
    - カードキャプターさくら さくらと不思議なカード（NHK）
    - ポヨポヨ観察日記（テレビ東京）
    - ルパン三世 決戦カードバトル（日本テレビ）
    - ホッコリ!たまごっち〜な（テレビ東京）
    - TIGER & BUNNY ロードオブヒーロー（MBSテレビ）
    - ラインバレルコレクション（CBCテレビ）
    - K - The Lost King（MBSテレビ）
    - ビビッドレッド・オペレーション（MBSテレビ）
    - 新テニスの王子様 ベストオーダー（テレビ東京）
    - ハヤテのごとく!CardBattlers（テレビ東京）
    - 天元突破グレンラガン 団結のとき（テレビ東京）
    - 這いよれ!ニャル子さん ザ・カオス（テレビ東京）
    - FAIRY TAIL（テレビ東京）
    - アラタカンガタリ～革神語～（テレビ東京）
    - サムライチャンプルー（フジテレビ・BSフジ）
    - ムシブギョー 大江戸蟲退治（テレビ東京）
    - ネットでガチャガチャもやしもん（フジテレビ）
    - 伝説の勇者の伝説（テレビ東京）
    - サムライフラメンコ（フジテレビ）
    - To LOVEる -とらぶる- ダークネス（TBSテレビ）
    - 大バトル!探偵スクール〜緋弾のアリア〜（TBSテレビ）
    - Wake Up, Girls!〜ステージの天使〜（テレビ東京）
    - Angel Beats!-Operation Wars-（MBSテレビ・CBCテレビ）
    - 黒執事（MBSテレビ）
    - BLEACH〜死神決戦篇〜（テレビ東京）
    - IS 〈インフィニット・ストラトス〉〜ブレイジング・メモリー〜（TBSテレビ）
    - 灼眼のシャナ封絶バトル（MBSテレビ）
    - 七つの大罪〜ポケットの中の騎士団〜（MBSテレビ）
    - マクロスカードファイター（MBSテレビ）
    - ソウルイーター×ソウルイーターノット!（テレビ東京）
    - 異能バトルは日常系のなかで（テレビ東京）
    - キングダム-英雄の系譜-（NHK）
    - ノラガミ -神ト縁-（BSフジ）
    - スーパーガンダムロワイヤル・ガンダムカードコレクション（MBSテレビ）
    - アイカツ!フォトonステージ!!（テレビ東京）
    - 進撃の巨人-自由への咆哮-（MBSテレビ）

  - ドラマ
    - SPEC〜カードコレクション（TBSテレビ）
    - ネットでガチャガチャもやしもん（フジテレビ）
    - 牙狼-GARO- 真・魔威の絆（テレビ東京）
    - 必殺仕事人〜お仕置きコレクション〜（ABCテレビ）
    - 仮面ライダーレジェンド（テレビ朝日）

  - バラエティー
    - あいのり2（フジテレビ）
    - 脱出ゲームDERO!（日本テレビ）
    - Numer0n（フジテレビ）
    - 料理の鉄人 〜新たな挑戦者達〜（フジテレビ）
    - 青春アカペラ甲子園 全国ハモネプリーグ（フジテレビ）
    - 週末のシンデレラ 世界!弾丸トラベラー（日本テレビ）

  - スポーツ
    - 競馬クロニクル（フジテレビ）
    - 競馬カードコレクション（フジテレビ）
    - プロ野球カードコレクション（フジテレビ）
    - プロ野球巨人オールスターズ（日本テレビ）
- ラジオ
  - オールナイトニッポンを作ろう!（ニッポン放送）

## スポンサーサイト
スポンサーサイトはDeNAが別途運営する「ポケットアフィリエイト」に登録されたモバイルサイトが掲載されていたが、2012年3月からアドウェイズによる独占広告へ移行した(ポケットアフィリエイトは2013年5月で運営終了)。
ほとんどはキャリアの公式サイトであるが中には勝手サイトも含まれていることがある。他のモバイルアフィリエイトと同様、掲載されていることはサイト主・広告主には知らされず（アフィリエイトの了解事項）、サイト主・広告主はMobageにアクセスするかユーザからの問い合わせで掲載されていることを知ることが多い。スポンサーサイト以外の純稿広告もあり、様々なコラボレーションが行なわれている。最近では会員集めに苦戦する公式サイトのコンテンツプロバイダーが、「モバゴールド」を獲得しようとすることで会員となるユーザが多いことから広告出稿するケースが増えている。ただし、2010年11月30日以降は[2G付き]と書かれている広告以外は、クリックしてもモバゴールドを手に入れられなくなっている。

## 対応機種
NTTドコモ（FOMA対応機種）※au（パケット定額制対応のWIN機種）、SoftBank（FLASH対応の3G機種）も、一部対応。

## 禁止行為
誹謗中傷・アダルト・スパム・ストーカー・荒らし・なりすまし等が禁止されているほか、メールアドレスや電話番号の交換は不可とするなど、「サイト外の出会いを目的とする行為」を禁止している。さらにワンクリック詐欺のようなブクマ機能を用いた不正リンクも禁止している。また2006年10月11日からはペナルティー制度が導入、さらに2009年9月には特定ユーザ間利用制限も導入され、自己紹介文やサークル掲示板などで規約やマナーに違反する書き込みがある場合、その後24時間～1年間（期間は違反内容によって変わる）すべての書き込み機能が停止される。
しかし、ペナルティまたは強制退会を回避するユーザー、新しいユーザーとして再登録を行い、荒らしを繰り返すユーザーも存在する。
また、各コンテンツにおいて不正が横行しているが運営の対応は殆ど見られず、現況は無法地帯となっている。

## 通報システムとペナルティ
違反・迷惑行為を起こしているユーザーがいた場合にはこれを運営側に報告することで、実際に悪質な規約違反が確認された場合はその該当者にペナルティ、または強制退会といった処分を加えるというシステムが設けられている。
ペナルティ対象になったユーザーに対して「ペナン島送り」と呼ばれる事がある。
しかし、ペナルティまたは強制退会を回避するユーザー、新しいユーザーとして再登録を行い、荒らしを繰り返すユーザーも多数存在するため、現況は不正ユーザーによる無法地帯となっている。

## 問題点

### 盗作問題
2007年9月28日に発表された「モバゲー小説大賞」で優秀賞に選ばれた作品が、2003年発表のアダルトゲーム『CROSS†CHANNEL』のシナリオに酷似していた。
数日後、作者は受賞を辞退した。
2022年6月2日にリリースしたアバターガチャ「ケロっとRainy Day♪PON!」が個人クリエーターからの盗作と発覚。
2022年6月16日、当該アイテムの回収と同時に対象アイテムを使用した保存コーデの削除、ミテコレ投稿の削除を実施。

### 健全化への取組
2007年12月20日より未成年ユーザーのミニメール使用が一部規制されるようになった。13歳未満のユーザーはミニメールが使えなくなり、13歳以上18歳未満のユーザーは、自分との年齢差が±2歳の人としかミニメールのやり取りができなくなった。友達希望等でミニメールを送信する場合は、定形文でしか送信出来ない。
ただし、アカウント作成時の年齢設定は任意でしかない為、上記機能は形骸化している。

### 監視体制
監視体制の強化のため2008年4月に新潟県新潟市にCSセンターを増設し、東京のCSセンターと合わせて450人体制でサイトの監視に当たっている（1サイトとしては日本最大級）。管理画面上から特定のキーワードや直メールアドレス等を検索、見つかった場合には高い確率でペナルティーを受ける仕組みとなっている。とりわけメールアドレスの交換は出会いだけでなくトラブルの元となる可能性が高いため、より厳重に監視される。
しかし現状は各コンテンツに於いて不正行為が横行、常態化しており、運営の改善傾向は全く見られない為、運営企業の資質を問う声は日増しに増えている。

### 独占禁止法違反容疑
2010年12月8日、取引先の携帯ゲーム開発会社に対し、対抗企業であるGREEへのソフト供給をしないよう圧力をかけた疑いから、公正取引委員会から独占禁止法違反容疑で立ち入り検査を受けた。
2011年11月21日、東京地方裁判所にGREE・KDDIより10億5000万円の損害賠償訴訟を起こされる。

## PC版モバゲー
パソコン（PC）用にモバゲータウンが利用できるポータルサイト「PC版モバゲータウン」として運営が開始。
2010年9月21日、Yahoo! JAPANとの提携を機会にサービスを終了。同日Yahoo! JAPANサイト内に「Yahoo!モバゲー」（β版）の運営が開始され、10月1日に公式オープンとなった。 

## メディア

### CM出演者
携帯電話版
- モバゲータウン→Mobage
  - 広末涼子
  - 時任三郎（2010年10月 - ） -  「いい大人の、モバゲー」編
  - 柳沢慎吾（2010年10月 - ） -  「いい大人の、モバゲー」編
  - 麻生祐未（2010年10月 - ） -  「いい大人の、モバゲー」編
  - YOU（2010年12月 - ） -  「いい大人の、モバゲー」編
  - 中井貴一（2011年1月 - ） -  「いい大人の、モバゲー」編
  - 木梨憲武（2010年10月 - ） - 怪盗ロワイヤル
  - 二階堂ふみ (2011年2月 - ) - 「いい大人の、モバゲー」編
  - 江口洋介
  - 吉川ひなの
  - 新垣結衣　- （2011年11月 - ） 「初タップ」編
- オリジナルゲーム
  - よゐこ（有野晋哉・濱口優）
  - にしおかすみこ
  - モバゆび（オリジナルキャラクター）
  - 怪盗ロワイヤル

パソコン版
- Yahoo!モバゲー

### 企画番組
- モバポスGREAT
- モバタレGREAT